# Escuela Universitaria Politécnica de Ferrol
La Escuela Universitaria Politécnica de Ferrol (en gallego y oficialmente, Escola Universitaria Politécnica de Ferrol) fue un centro universitario de la ciudad de Ferrol dependiente de la Universidad de La Coruña.

## Orígenes
Los orígenes de la Escuela Universitaria Politécnica de Ferrol en Serantes se encuentran en el Instituto "Concepción Arenal" de Ferrol, ya que entonces no había otro edificio disponible para los estudios de ingeniería técnica naval, creados por orden ministerial de diciembre de 1963. El actual edificio en Serantes de la Escuela Universitaria Politécnica se inauguró en 1972 para acoger los estudios de Ingeniería Técnica Naval, en el curso 1972-73. La construcción del edificio se presupuestó en 35.600.000 pesetas y el arquitecto encargado del proyecto fue D. F. García-Escudero y Torroba.
En los años ochenta, la Escuela de Ingenieros Técnicos Navales se transformó en Escuela Universitaria Politécnica (EUP) con la incorporación de los estudios de Ingeniería Técnica Industrial. En enero de 1990 la Escuela de Serantes, con todos sus profesores, se trasladó por Decreto de la Junta de Galicia a la Universidad de La Coruña. Hasta entonces la Escuela dependía de la Universidad de Santiago de Compostela.

## Integración en la Escuela Politécnica de Ingeniería de Ferrol
La Escuela Universitaria Politécnica se ubicaba en el Campus de Serantes. No obstante, tras décadas mencionándose la posibilidad de fusionarla con la Escuela Politécnica Superior, finalmente se aprobó su integración en un único centro, la nueva Escuela Politécnica de Ingeniería de Ferrol, situada en el Campus de Esteiro.

## Oferta formativa

### Estudios de grado
- Grado en ingeniería eléctrica
- Grado en ingeniería electrónica industrial y automática

### Estudios de máster
- Máster Universitario en eficiencia y aprovechamiento energético
- Máster Universitario en informática industrial y robótica